# Хар-Карком
Хар-Карком (ивр. הר כרכום‎, букв. Шафрановая гора, араб. جبل عديد‎, Джабаль-ʕади: д) — гора на юго-западе пустыни Негев в Израиле, на полпути из Петры до Кадеш-Барнеа.
В 2000 году гора Хар-Карком была внесена в предварительный список объектов всемирного наследия ЮНЕСКО

## Отождествление с горой Синай
Исходя из предположения, что сыны Израилевы, пересекая Синайский полуостров в направлении Петры, двигались более или менее прямолинейно, ряд исследователей выдвинули гипотезу о том, что Джабаль-Идейд, возможно, является библейской горой Синай. Один из последователей этой теории, Эммануэль Анати, провёл на горе раскопки и обнаружил здесь крупный культовый памятник, использовавшийся со времён верхнего палеолита и до бронзового века, с многочисленными алтарями, кромлехами, менгирами и более чем 40000 наскальными рисунками.
Хотя, опираясь на свои находки, Анати отстаивает точку зрения, что Хар-Карком был упоминавшейся в Библии горой Синай, это противоречит хронологии памятника: пик религиозной активности на Хар-Карком приходился на 2350—2000 гг. до н. э., а окончательно культовое место было заброшено между 1950—1000 гг. до н. э., тогда как библейский Исход обычно датируется между 1600—1200 гг. до н. э. Во избежание этого противоречия Анати предложил удревнить датировку библейских событий, но его точку зрения поддержали лишь немногие.